# Lactista eustatia
Lactista eustatia är en insektsart som beskrevs av Bland 2002. Lactista eustatia ingår i släktet Lactista och familjen gräshoppor. Inga underarter finns listade i Catalogue of Life.